# ジョージ・マクドナルド

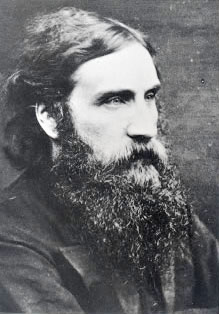
マクドナルド（1880年代の写真）

ジョージ・マクドナルド（George MacDonald, 1824年12月10日 - 1905年9月18日）は、スコットランドの小説家、詩人、聖職者。
日本では、『リリス (小説)』などの幻想文学や、『お姫さまとゴブリンの物語』などの児童向けファンタジーの作者として知られる。
今日ではさほどの知名度は無いが、彼の作品（特に童話とファンタジー小説）はW・H・オーデン、J・R・R・トールキン、C・S・ルイス、マデレイン・レングルらといった作家たちに賞賛されている。例えば、C・S・ルイスはマクドナルドを自分の「師匠」と呼び、その作品を読んだ経験を次のように語っている。「ある日、駅の売店で『ファンタステス』を手に取り、読み始めた。二三時間後、私は自分が大いなるフロンティアを横断し終わったことに気付いた」。G・K・チェスタートンは『お姫さまとゴブリンの物語』を「私という存在を変えた」本だと述べている。マーク・トウェインも、当初こそマクドナルドを嫌っていたものの、彼と友誼を結んだ。

## 前半生
1824年にスコットランド、旧アバディーンシャイアのハントリー（Huntly）で生まれた。父は農家で、1692年の「グレン・コーの虐殺」から逃れたグレン・コー（コー渓谷）のマクドナルド氏族の末裔であった。この地方に見られるドーリック方言（スコットランド語の北東部方言）は、彼の非ファンタジー小説にも登場する。
マクドナルドは、会衆派教会とカルヴァン主義の影響下で育った。だが彼はカルヴァン派の教義には多少、相容れないものを感じていた。伝えられる所によると、予定説に関する説明を初めて聞かされた時、マクドナルドは突如として泣き崩れたという。後年の作品"Robert Falcone"、『リリス』などからは、神の救済が一部の人間にしか約束されていないという思想に対する嫌悪が読み取れる。
ジョージ・マクドナルドはアバディーン大学で学位を取得したのち、ロンドンに上京してハイベリー大学（Highbury College）で会衆派協会の聖職者となるための教育を受けた。
1850年、ウェスト・サセックス州アランデル（Arundel）で牧師の口を得たが、彼の説教は不人気で、給料を半分に減額された。その後マンチェスターで職を得たが、健康上の理由で辞職。アルジェに短期間の逗留をした後、ロンドンに移住。1867年からはハマースミスのザ・リトリート（のちにウィリアム・モリスの屋敷であるケルムスコット・ハウスになる）に住むようになり、『北風のうしろの国へ』(At the Back of the North Wind, 1871) や『お姫様とゴブリンの物語』(The Princess and the Goblin, 1873) はここで執筆した。マクドナルドは一時、雑誌"Good Words for the Young"の編集者としても働いた。1872年から73年にかけてはアメリカで講師としても成功した。

## 作家として

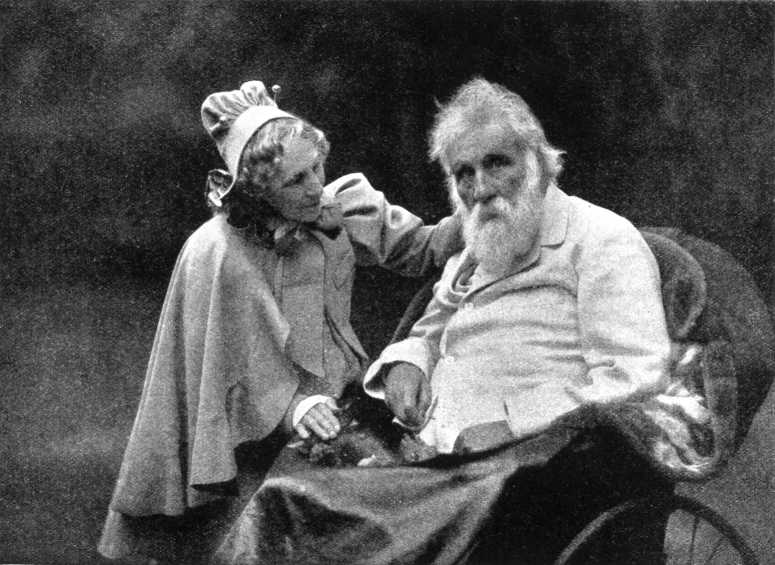
晩年（1901年）の写真

ファンタジーの『ファンタステス』『お姫様とゴブリンの物語』『北風のうしろの国』『リリス』、児童向けの『かるいお姫さま』『黄金の鍵』『きえてしまった王女』はマクドナルドの代表作である。「私は子供のためではなく、子供の心を持った人……5歳だろうと、15歳だろうと、75歳だろうと実年齢は関係ない……のために書くのだ」とマクドナルドは記している。
彼はルイス・キャロルの助言者でもあった。『不思議の国のアリス』の公刊をキャロルに勧めたのはマクドナルドである。
ジョン・ラスキンの友人でもあり、ラスキンとローズ・ラ・トゥーシュ（Rose La Touche）の付き合いにおいては仲人役を務めた。
マクドナルドは当時の文学界の大物たちと手広く交際していた。テニスン、ディケンズ、ウィルキー・コリンズ、アントニー・トロロープ（Anthony Trollope）、ラスキン、ジョージ・ヘンリー・ルイス（George Henry Lewes）、サッカレーとの集合写真が現存している。アメリカのロングフェロー、ホイットマンとも友人であった。
1877年、王室費から年金を授与される。1905年にサリー州アシュテッド（Ashtead）で死亡。火葬の後、北イタリアのボルディゲーラに埋葬された。
彼は人間というものを探求するための文学的手法としてファンタジーを利用した。この手法は上でも触れたC・S・ルイスやJ・R・R・トールキン、マデレイン・レングルらに大きな影響を与えた（ちなみにルイスは1945年の長編小説『天国と地獄の離婚』にマクドナルドを登場させている）。"Alec Forbes"など、マクドナルドのファンタジーではない小説も、スコットランドを写実的に描いた小説の草分けとして重要である。彼はスコットランド文学において「菜園派」の創始者とされている。

## 子孫
息子の一人グレヴィル・マクドナルド（Greville MacDonald）は医者になったが、父と同様に多くの児童文学を執筆し、また父の著書の新版発行に力を尽くした。別の息子ロナルド・マクドナルドも小説家となった。その息子、フィリップ・マクドナルドはハリウッドで脚本家となった。

## 作品リスト
- 『かるいかるい王女』（安藤一郎訳、偕成社、世界の幼年どうわ） 1967
  - 『ふんわり王女』（萩原富美枝訳、太平出版社、マクドナルド童話全集） 1977.12
  - 『かるいお姫さま』（脇明子訳、岩波少年文庫） 1995.9
  - 『軽いお姫さま』（氷見直子訳 青土社、妖精文庫） 1999.9
- 『北風のうしろの国へ』（山室静, 田谷多枝子訳、講談社、世界の名作図書館） 1968  
  - 『北風のうしろの国』（田谷多枝子訳、太平出版社、マクドナルド童話全集） 1977.12
  - 『北風のうしろの国』（中村妙子訳、ハヤカワ文庫） 1981.10
  - 『北風のうしろの国』上・下（脇明子訳、岩波少年文庫） 2015
- 『リリス』（荒俣宏訳、月刊ペン社、妖精文庫） 1976、のちちくま文庫 1986
- 『黄金の鍵』（吉田新一訳、月刊ペン社、妖精文庫） 1977.7、のちちくま文庫 1988　
  - 『金の鍵』（田谷多枝子訳、太平出版社、マクドナルド童話全集） 1978.2
  - 『黄金の鍵』（中村妙子訳、偕成社） 1985.7
  - 『金の鍵』（脇明子訳、岩波少年文庫） 1996.1
- 『巨人の心臓』（田谷多枝子訳、太平出版社、マクドナルド童話全集） 1978.3
- 『ふしぎふしぎ妖精の国』（田谷多枝子訳 太平出版社、マクドナルド童話全集） 1978.4
- 『王女とゴブリン』（村上光彦訳 太平出版社、マクドナルド童話全集） 1978.4
  - 『お姫さまとゴブリンの物語』（脇明子訳 岩波少年文庫） 1985.10
  - 『新訳 星を知らないアイリーン おひめさまとゴブリンの物語』（角川つばさ文庫） 2015.6
- 『妖精のすきなお酒』（田谷多枝子訳 太平出版社、マクドナルド童話全集） 1978.5
- 『かげの国』（田谷多枝子訳 太平出版社、マクドナルド童話全集） 1978.6
- 『昼の少年と夜の少女』（田谷多枝子訳 太平出版社、マクドナルド童話全集） 1978.6
  - 「昼の少年と夜の少女」（脇明子訳、 岩波少年文庫『かるいお姫さま』に収録）
  - 『フォトジェン』（小柴一訳、新樹社） 1989.5
- 『王女とカーディー少年』（白柳美彦訳、太平出版社、マクドナルド童話全集） 1978.11
  - 『カーディとお姫さまの物語』（脇明子訳、岩波少年文庫） 1986.11
- 『きえてしまった王女』（田谷多枝子訳、太平出版社、マクドナルド童話全集） 1978.11
- 『おとぎの国へ』（村上光彦訳、太平出版社、マクドナルド童話全集） 1979.7
- 『五つの壷』（M・R・ジェイムズ共著、荒俣宏訳、ハヤカワ文庫） 1979.6
- 『ファンタステス』（蜂谷昭雄訳、国書刊行会、世界幻想文学大系22） 1981.4、のちちくま文庫 1999
- 『燃やしつくす火 G・マクドナルドの言葉』（C・S・ルイス編、中村妙子訳、新教出版社） 1983.8

## 参考資料
- Ankeny, Rebecca Thomas. The Story, the Teller and the Audience in George MacDonald's Fiction. Lewiston, NY: Edwin Mellen Press, 2000.
- Gray, William N. "George MacDonald, Julia Kristeva, and the Black Sun." Studies in English Literature, 1500-1900 36.4 (Autumn 1996): 877-593. Accessed 19 May 2009.
- Hein, Rolland. George MacDonald: Victorian Mythmaker. Nashville: Star Song, 1993.
- Johnson, Joseph. George MacDonald: A Biographical and Critical Appreciation. London: Sir Isaac Pitman and Sons, Ltd., 1906.
- Lewis, C. S. George MacDonald: An Anthology. 1947.
- Lewis, C. S. Surprised by Joy.
- MacDonald, Greville. George MacDonald and His Wife.
- McGillis, Roderick, ed. For the Childlike: George MacDonald's Fantasies for Children. Metuchen, NJ, and London: The Children's Literature Association and the Scarecrow Press, Inc., 1992.
- Raeper, William. George MacDonald. Tring, Herts., and Batavia, IL: Lion Publishing, 1987.
- Reis, Richard R. George MacDonald. Twayne, 1972.
- Robb, David S. George MacDonald. Edinburgh: Scottish Academic Press, 1987.
- Wolff, Robert Lee. The Golden Key: A Study of the Fiction of George Macdonald. New Haven: Yale University Press, 1961.